# قائمة آثار محافظة الخليل
| الرقم | الاسم                         | الوصف | الموقع                            | الإحداثيات | الصورة |
| ----- | ----------------------------- | --- | --------------------------------- | ---------- | --- |
| 01    | المسجد الإبراهيمي             | أقدم مساجد مدينة الخليل ويعتقد أتباع الديانات السماوية بأن جثمان النبي إبراهيم موجود فيه.                                                                                     | الخليل ، البلدة القديمة           |            | أقدم مساجد مدينة الخليل ويعتقد أتباع الديانات السماوية بأن جثمان النبي إبراهيم موجود فيه. · Upload file                                                                                     |
| 02    | كنيسة المسكوبية               | الكنيسة الوحيدة في الخليل تعود ملكيتها إلى روسيا وقد بنتيت عام 1906. | الخليل                            |            | الكنيسة الوحيدة في الخليل تعود ملكيتها إلى روسيا وقد بنتيت عام 1906. · Upload file |
| 03    | متحف الخليل                   | كان في الأصل حماما تركيا. | حارة الدارية قرب خان الخليل       |            | كان في الأصل حماما تركيا. · Upload file |
| 04    | التكية الإبراهيمية            | يعود عمرها للعام 1279م، حين أنشأها السلطان قالون الصالحي في زمن صلاح الدين الأيوبي.                                                                                           | قرب المسجد الإبراهيمي             |            | يعود عمرها للعام 1279م، حين أنشأها السلطان قالون الصالحي في زمن صلاح الدين الأيوبي. · Upload file                                                                                           |
| 05    | بئر حرم الخليل                | عرفت في عهد الإمبراطور الروماني هدريان (117-138ميلادي) كمركز تجاري مهم. | مدخل مدينة الخليل الشمالي الشرقي  |            | عرفت في عهد الإمبراطور الروماني هدريان (117-138ميلادي) كمركز تجاري مهم. · Upload file |
| 06    | قصر الكرمل                    | قصر تاريخي ترجع جذوره إلى العصر الروماني الثاني. | بلدة الكرمل جنوب الخليل           |            | قصر تاريخي ترجع جذوره إلى العصر الروماني الثاني. · Upload file |
| 07    | بركة الكرمل                   | يرجع تاريخ هذه البركة إلى فترة الكنعانيين حيث كانوا يستخدمونها لجمع مياه الينابيع الصافية.                                                                                    | بلدة الكرمل جنوب الخليل           |            | يرجع تاريخ هذه البركة إلى فترة الكنعانيين حيث كانوا يستخدمونها لجمع مياه الينابيع الصافية. · Upload file                                                                                    |
| 08    | مقام أبو عبيدة عامر بن الجراح | غرفة واحدة بطول 7 أمتار وعرض 7 أمتار لها بابٌ واحد وشباك، شيدت بأمر من الصحابي أبو عبيدة عامر بن الجراح في المكان الذي عسكر فيه بجيشه لعدة أيام أثناء عبوره إلى معركة أجنادين. | خربة جمرين قضاء صوريف شمال الخليل |            | غرفة واحدة بطول 7 أمتار وعرض 7 أمتار لها بابٌ واحد وشباك، شيدت بأمر من الصحابي أبو عبيدة عامر بن الجراح في المكان الذي عسكر فيه بجيشه لعدة أيام أثناء عبوره إلى معركة أجنادين. · Upload file |
| 09    | مقام النبي نوح                | | دورا                              |            | Upload file |

## وصلات خارجية
- المقاصد السياحة في الخليل
- معالم الخليل الاثرية